# مای‌اس‌کیوال
مای‌اس‌کیوال (به انگلیسی: MySQL) یک سامانه مدیریت پایگاه داده‌ها متن‌باز و یک پایگاه داده‌است، که توسط شرکت اوراکل توسعه، توزیع، و پشتیبانی می‌شود.
سرور مای‌اس‌کیوال به چندین کاربر اجازه استفاده هم‌زمان از داده‌ها را می‌دهد.

## مزایا
مای‌اس کیوال از مزیت‌های زیر بهره‌مند است:
- مقیاس‌پذیری و قابلیت انعطاف
- عملکرد بالا
- در دسترس بودن بالا
- پشتیبانی از تراکنش‌ها

- محافظت از داده
- آسان بودن مدیریت
- آزاد بودن برنامه
- پشتیبانی شبانه‌روزی

## تاریخچه
توسعه مای‌اس‌کیوال در سال ۱۹۹۴ توسط مایکل وایدنیوس و دیوید آکسمارک آغاز شد. اولین نسخه داخلی در ۲۳ می ۱۹۹۵ عرضه شد. در سال ۲۰۰۸ سان میکروسیستمز مای‌اس‌کیوال ای‌بی را خریداری کرد. شرکت اوراکل سان میکروسیستمز را در ۲۷ ژانویه ۲۰۱۰ خریداری کرد.

## قابلیت‌ها

### انواع داده
انواع داده‌های پشتیبانی شده در مای‌اس‌کیوال شامل موارد زیر است:
| - عددی - کاراکتری - دودویی | - شمارشی (Enum) - زمان و تاریخ - نوع‌های داده‌های فضایی (به انگلیسی: Spatial) |

### موتورهای ذخیره‌سازی
مای‌اس‌کیوال از چندین موتور ذخیره‌سازی پشتیبانی می‌کند که به عنوان نوع‌های جدول مختلف عمل می‌کنند. برخی انواع موتورهای ذخیره‌سازی در برابر تراکنش‌ها امن، و برخی دیگر در برابر تراکنش‌ها ناامن هستند.
لیست موتورهای ذخیره‌سازی مای‌اس‌کیوال شامل موارد زیر است:
- اینودی‌بی (به انگلیسی: InnoDB): امن در برابر تراکنش‌ها است. از قواعد جامعیت کلید خارجی پشتیبانی می‌کند. از مای‌اس‌کیوال ۵٫۵٫۵ موتور ذخیره‌سازی پیش‌فرض مای‌اس‌کیوال است.[۹]
- مای‌آی‌سم (به انگلیسی: MyISAM): قبل از نسخه ۵٫۵٫۵ موتور ذخیره‌سازی پیش‌فرض مای‌اس‌کیوال بود.[۱۰]
- حافظه (به انگلیسی: Memory): تمام داده را به منظور دسترسی سریع در حافظه نگهداری می‌کند.[۸]
- ادغام (به انگلیسی: Merge): قابلیت گروه‌بندی کردن چندین جدول مای‌آی‌سم مشابه و ارجاع به آن‌ها به عنوان یک جدول را می‌دهد.[۸]
- آرشیو (به انگلیسی: Archive): برای نگهداری داده‌های آرشیوی که به ندرت به آن‌ها ارجاع می‌شود.[۸]
- متحد (به انگلیسی: Federated): برای پیوند زدن چندین سرور مای‌اس‌کیوال مجزا برای ایجاد یک پایگاه‌داده منطقی از چندین سرور فیزیکی.[۸]
- سی‌اس‌وی (به انگلیسی: CSV): داده را در فایل‌های متنی با قالب مقادیر جداشده با کاما ذخیره‌سازی می‌کند.[۸]
- سیاه‌چاله (به انگلیسی: Blackhole): ورودی داده را قبول می‌کند، ولی آن را ذخیره نمی‌کند.[۸]

### برنامه‌های ذخیره‌شده
در مای‌اس‌کیوال هر برنامه ذخیره‌شده شامل یک بدنه است که از عبارات اس‌کیوال تشکیل شده‌است. برنامه‌های ذخیره‌شده می‌توانند مقادیر خروجی داشته باشند (ایجاد شده توسط CREATE PROCEDURE) یا نداشته باشند (ایجاد شده توسط CREATE FUNCTION). اگر یک برنامه خروجی داشته باشد، از آن می‌توان در پرس‌وجوی SELECT استفاده کرد.

## کاربران سرشناس
از کاربران سرشناس مای‌اس‌کیوال به موارد زیر می‌توان اشاره کرد:
- ویکی‌پدیا
- فیس‌بوک
- لینکداین
- نوکیا
- دیگ
- فلیکر